# Fresnes-en-Woëvre
Fresnes-en-Woëvre – miejscowość i gmina we Francji, w regionie Grand Est, w departamencie Moza.
Według danych na rok 1990 gminę zamieszkiwało 661 osób, a gęstość zaludnienia wynosiła 73 osób/km² (wśród 2335 gmin Lotaryngii Fresnes-en-Woëvre plasuje się na 506. miejscu pod względem liczby ludności, natomiast pod względem powierzchni na miejscu 667.).